# 張文貞 (明朝)
張文貞，福建建宁府瓯宁县人，明朝政治人物、進士出身。
洪武十七年，福建甲子科鄉試中舉。洪武十八年，登丁丑科會試中進士，授刑部主事。